# 56e cérémonie des Tony Awards
La 56e cérémonie des Tony Awards a eu lieu le 2 juin 2002 au Radio City Music Hall de New York. La remise des dix premiers prix a été retransmise à la télévision sur PBS. La cérémonie récompensait les productions de Broadway en cours pendant la saison 2001-2002.

## Cérémonie
La cérémonie était présentée par Bernadette Peters et Gregory Hines. Elle s'est déroulée dans le Radio City Music Hall (Salle utilisée depuis 1997).

### Présentateurs
Plusieurs personnalités se sont succédé au cours de la soirée pour décerner les différents prix dont ;

### Prestations
La cérémonie a été ouverte avec un hommage à Richard Rodgers sous la forme d'un medley de ses chansons repris par Marvin Hamlisch, Harry Connick, Jr., Michele Lee, Mos Def, Lea Salonga, Peter Gallagher, John Raitt, Bernadette Peters, Gregory Hines, et la troupe d'Oklahoma !. Un autre medley reprenant des chansons sur New-York et Broadway a été interprété par Bernadette Peters et Gregory Hines.
Au cours de la soirée, les troupes de nouvelles comédies musicales se sont produites comme celle de Into the Woods, chantant leur titres "Children Will Listen", "Ever After" et "Into the Woods" avec Vanessa Williams et John McMartin. La troupe de Mamma Mia ! présenta également un medley du spectacle. Sutton Foster, Anne L. Nathan, Casey Nicholaw, Noah Racey et la troupe de Thoroughly Modern Millie reprirent "Forget About the Boy"/"Thoroughly Modern Millie".
La troupe de Sweet Smell of Success chantèrent "Dirt" avec John Lithgow. Urinetown The Musical présenta le titre "Run, Freedom, Run" avec Hunter Foster, Spencer Kayden et Jeff McCarthy. La troupe d'Oklahoma ! remonta sur scène pour présenter "The Farmer and the Cowman".
L'émission et plus particulièrement son réalisateur Glenn Weiss remporta l'Emmy Award dans la catégorie Outstanding Directing for a Variety, Music or Comedy Program.

## Palmarès
| Meilleure pièce | Meilleure comédie musicale |
| --- | --- |
| - The Goat, or Who is Sylvia? – Edward Albee - Le Pain d'autrui – Mike Poulton - Metamorphoses – Mary Zimmerman - Topdog/Underdog – Suzan-Lori Parks | - Thoroughly Modern Millie - Mamma Mia ! - Sweet Smell of Success - Urinetown the Musical |
| Meilleure reprise d'une pièce | Meilleure reprise d'une comédie musicale |
| - Private Lives - Les Sorcières de Salem - Morning's at Seven - Noises Off | - Into the Woods - Oklahoma ! |
| Meilleur acteur dans une pièce | Meilleure actrice dans une pièce |
| - Alan Bates – Le Pain d'autrui dans le rôle de Vassily Semyonitch Kuzovkin - Billy Crudup – The Elephant Man dans le rôle de John Merrick - Liam Neeson – Les Sorcières de Salem dans le rôle de John Proctor - Alan Rickman – Private Lives dans le rôle d'Elyot Chase - Jeffrey Wright – Topdog/Underdog dans le rôle de Lincoln                                                                      | - Lindsay Duncan – Private Lives dans le rôle d'Amanda Prynne - Kate Burton – Hedda Gabler dans le rôle d'Hedda Gabler - Laura Linney – Les Sorcières de Salem dans le rôle d'Elizabeth Proctor - Helen Mirren – The Dance of Death dans le rôle d'Alice - Mercedes Ruehl – The Goat, or, Who is Sylvia? dans le rôle de Stevie                                      |
| Meilleur acteur dans une comédie musicale | Meilleure actrice dans une comédie musicale |
| - John Lithgow – Sweet Smell of Success dans le rôle de J.J. Hunsecker - Gavin Creel – Thoroughly Modern Millie dans le rôle de Jimmy Smith - John McMartin – Into the Woods dans le rôle du narrateur/homme mystérieux - Patrick Wilson – Oklahoma ! dans le rôle de Curly - John Cullum – Urinetown the Musical dans le rôle de Caldwell B. Cladwell                                                   | - Sutton Foster – Thoroughly Modern Millie dans le rôle de Millie Dillmount - Louise Pitre – Mamma Mia ! dans le rôle de Donna Sheridan - Vanessa Lynn Williams – Into the Woods dans le rôle de La sorcière - Nancy Opel – Urinetown the Musical dans le rôle de Penelope Pennywise - Jennifer Laura Thompson – Urinetown the Musical dans le rôle de Hope Cladwell |
| Meilleur acteur de second rôle dans une pièce | Meilleure actrice de second rôle dans une pièce |
| - Frank Langella – Le Pain d'autrui dans le rôle de Flegont Alexandrovitch Tropatchov - Brian Murray – Les Sorcières de Salem dans le rôle du Député-Gouverneur Danforth - William Biff McGuire – Morning's at Seven dans le rôle de Theodore Swanson - Sam Robards – The Man Who Had All the Luck dans le rôle de Gustav Eberson - Stephen Tobolowsky – Morning's at Seven dans le rôle de Homer Bolton | - Katie Finneran – Noises Off dans le rôle de Brooke Ashton - Kate Burton – The Elephant Man dans le rôle de Pinhead/Mrs. Kendal - Elizabeth Franz – Morning's at Seven dans le rôle de Aaronetta Gibbs - Estelle Parsons – Morning's at Seven dans le rôle de Cora Swanson - Frances Sternhagen – Morning's at Seven dans le rôle d'Ida Bolton                      |
| Meilleur acteur de second rôle dans une comédie musicale | Meilleure actrice de second rôle dans une comédie musicale |
| - Shuler Hensley – Oklahoma ! dans le rôle de Jud Fry - Gregg Edelman – Into the Woods dans le rôle du loup/du prince de Cendrillon - Brian d'Arcy James – Sweet Smell of Success dans le rôle de Sidney Falco - Marc Kudisch – Thoroughly Modern Millie dans le rôle de Trevor Graydon - Norbert Leo Butz – Thou Shalt Not dans le rôle de Camille Raquin                                               | - Harriet Harris – Thoroughly Modern Millie dans le rôle de Ms. Meers - Andrea Martin – Oklahoma ! dans le rôle d'Aunt Eller - Judy Kaye – Mamma Mia ! dans le rôle de Rosie Mulligan - Laura Benanti – Into the Woods dans le rôle de Cendrillon - Spencer Kayden – Urinetown the Musical dans le rôle de Little Sally                                              |
| Meilleur livret de comédie musicale | Meilleure partition originale |
| - Greg Kotis – Urinetown the Musical - Catherine Johnson – Mamma Mia ! - John Guare – Sweet Smell of Success - Richard Morris et Dick Scanlan – Thoroughly Modern Millie | - Urinetown the Musical – Mark Hollmann (musique) et Hollmann et Greg Kotis (paroles) - Sweet Smell of Success – Marvin Hamlisch (musique) et Craig Carnelia (paroles) - Thoroughly Modern Millie – Jeanine Tesori (musique) et Dick Scanlan (paroles) - Thou Shalt Not – Harry Connick, Jr. (musique et paroles)                                                    |
| Meilleurs décors | Meilleurs costumes |
| - Tim Hatley – Private Lives - Daniel Ostling – Metamorphoses - Douglas W. Schmidt – Into the Woods - John Lee Beatty – Morning's at Seven | - Martin Pakledinaz – Thoroughly Modern Millie - Jenny Beavan – Private Lives - Susan Hilferty – Into the Woods - Jane Greenwood – Morning's at Seven |
| Meilleures lumières | Meilleure orchestration |
| - Brian MacDevitt – Into the Woods - David Hersey – Oklahoma ! - Natasha Katz – Sweet Smell of Success - Paul Gallo – Les Sorcières de Salem | - Doug Besterman – Thoroughly Modern Millie - Benny Andersson, Björn Ulvaeus et Martin Koch – Mamma Mia ! - William David Brohn – Sweet Smell of Success - Bruce Coughlin – Urinetown the Musical |
| Meilleure mise en scène pour une pièce | Meilleure mise en scène pour une comédie musicale |
| - Mary Zimmerman – Metamorphoses - Howard Davies – Private Lives - Richard Eyre – Les Sorcières de Salem - Daniel Sullivan – Morning's at Seven | - John Rando – Urinetown the Musical - James Lapine – Into the Woods - Michael Mayer – Thoroughly Modern Millie - Trevor Nunn – Oklahoma ! |
| Meilleure chorégraphie | |
| - Rob Ashford – Thoroughly Modern Millie - John Carrafa – Urinetown the Musical - John Carrafa – Into the Woods - Susan Stroman – Oklahoma ! | |

## Autres récompenses
Le prix Special Tony Award for Lifetime Achievement in the Theatre a été décerné à Robert Whitehead et Julie Harris, le Regional Theatre Tony Award a été décerné au Williamstown Theatre Festival et le Special Theatrical Event à Elaine Stritch de Liberty.